# Giuliano Calore
Giuliano Calore (Padova, 9 gennaio 1938) è un ciclista, scrittore e musicista italiano, campione mondiale di ciclismo estremo, detentore di 13 record e vincitore di 98 medaglie.

## Carriera

Gildo Fattori e i suoi Strangers. Giuliano Calore è il terzo da destra.

### Ciclismo
Campione e, si può dire, inventore del ciclismo estremo, dal 1981 al 2011 ha stabilito 13 record, entrati ufficialmente nel famoso libro dei Guinness dei Primati. La specialità di Giuliano Calore è sempre stata quella di andare in bicicletta senza mani, affrontando le salite e le discese più impegnative delle Alpi con una normale bici da corsa, quindi senza uso di ruota fissa, freno a contropedale o altri accorgimenti. Per frenare, Calore utilizza due sistemi: i movimenti del corpo e le oscillazioni della bici, al fine di ridurre la velocità, e la pressione della scarpa direttamente sul copertone posteriore. Dopo i primi anni, per mettere a tacere chi non credeva alle sue imprese, decise di togliere dalla sua bicicletta il manubrio, in modo che non ci fossero dubbi sul fatto che non potesse frenare o utilizzare le mani.
Molti dei suoi record sono stati raggiunti salendo e discendendo i 48 tornanti del Passo dello Stelvio.
Nel 2015 Calore ha realizzato il suo ultimo record: è sceso dal passo dello Stelvio con la sua "solita" bici senza manubrio e senza freni, questa volta di notte e (dato non indifferente) a 77 anni d'età. Le riprese dei preparativi e del record sono raccontate nel documentario sulla sua vita "48 Tornanti di Notte".

### Scrittore
Nel 1995 ha scritto il libro "Un'anima, due ruote, l'impossibile.". Nel 2012 ha scritto il libro "Su e giù dal cielo senza freni".

### Musicista
Tastierista, negli anni 60 ha suonato nel complesso de "I Vortici" e nel complesso Gildo Fattori e i suoi Strangers. Con i suoi gruppi ottenne un modesto successo nell'ambiente pop di Padova esibendosi in molti locali. Entrò in contatto anche con Patty Pravo, la quale eseguiva le prove con lui.

## Riconoscimenti
Nel 2001 è stato invitato ad aprire i giochi delle Università Nazionale di Taiwan.

## Filmografia
- 48 Tornanti di Notte, regia di Fabrizio Lussu (2016)